# Muralha

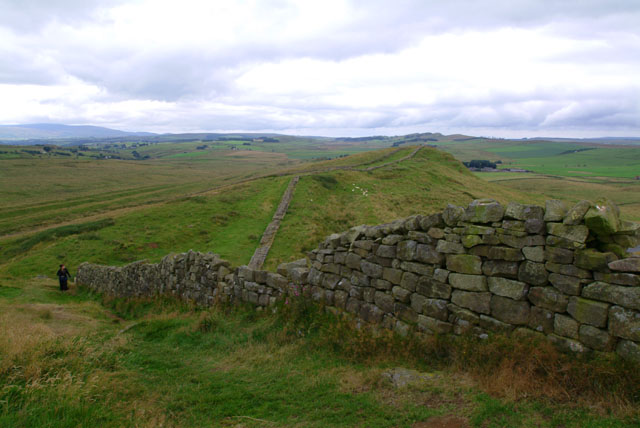
Muralha romana de Adriano, atual Grã-Bretanha.

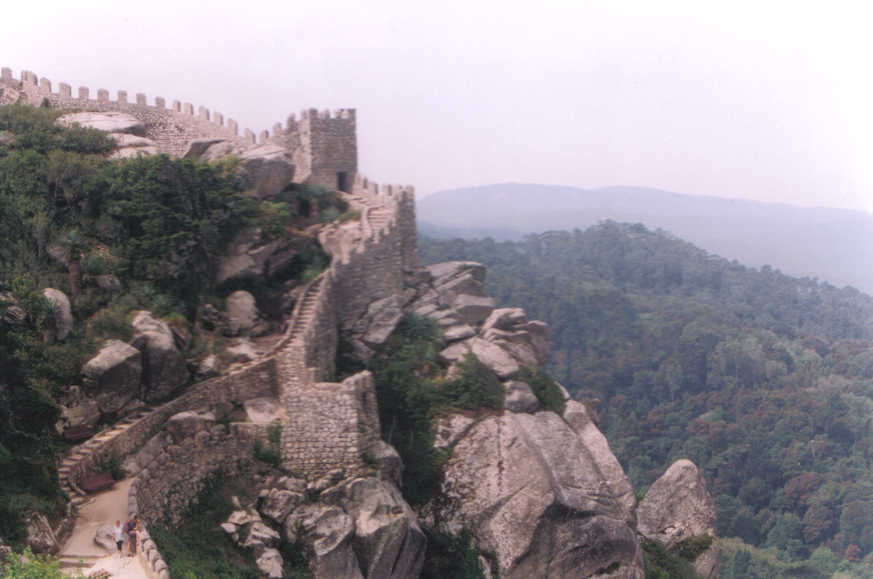
Castelo dos Mouros - Sintra, Portugal: vista das muralhas.

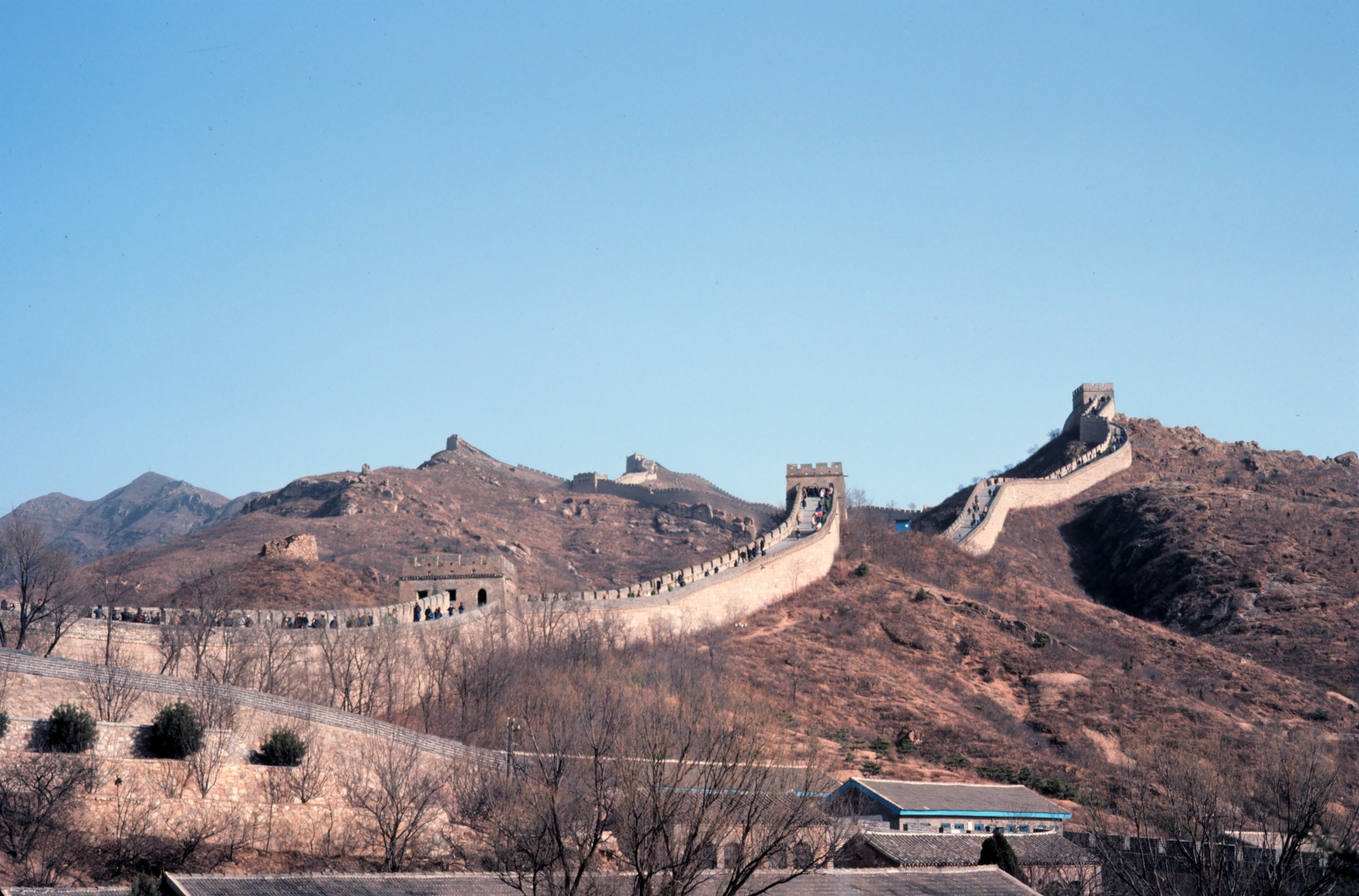
A Grande Muralha da China: a mais extensa do mundo.

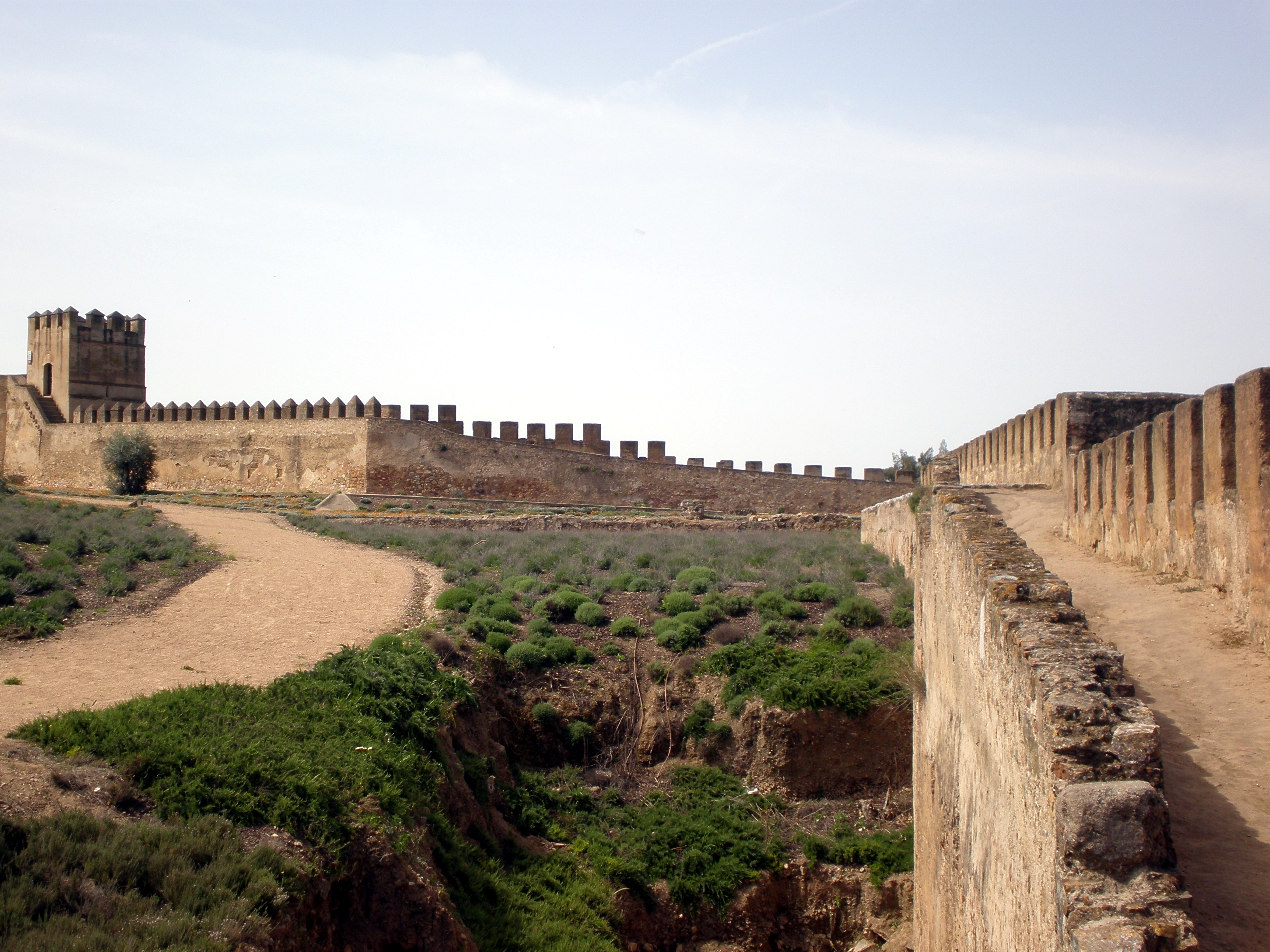
Alcazaba de Badajoz.

Uma muralha (ou valo), em arquitetura militar, é uma estrutura essencialmente defensiva numa fortificação.
Largamente empregada na Idade Antiga e Idade Média, era comumente erguida em alvenaria de pedra, embora dependendo da cultura, da época ou da região, pudesse ter sido erguida em outros materiais como a taipa, a madeira ou faxina (ramos de árvores e terra), isolados ou combinados.
Normalmente, a defesa proporcionada por uma muralha é reforçada por elementos adicionais como fossos, torres, parapeitos, ameias, seteiras e outros.

## Características
As primeiras fortificações na Europa foram os castros, de planta circular, em posição dominante no alto de montes.
Posteriormente, na Idade Média, o alto dos montes foi aproveitado para a construção de muralhas em madeira.
Com a difusão da alvenaria, surgiram muralhas estreitas e altas, apresentando adarves, onde os defensores podiam se dispor para a defesa.
Posteriormente, observa-se um espessamento das muralhas, acompanhando sua elevação. Este espessamento era mais acentuado na sua base, visando dificultar trabalhos de sapa.
A tendência inicial foi de aumentar a altura das muralhas, não sua espessura. Entanto, a partir do século XIV, com o surgimento das armas de fogo (pirobalística), as muralhas passaram a ser mais baixas, mais espessas e mais inclinadas, com a função de desviar os projéteis disparados contra ela.
.

## Muralhas famosas
- Muralha da China
- Muralha de Adriano
- Muralha de Antonino
- Muralha de Cartagena

## Muralhas em Portugal
- Muralhas de Trancoso
- Muralha de Barcelos
- Muralhas do Porto
- Muralhas de Setúbal
- Muralhas de Faro